# 呂向
呂向（？—？），字子回，一字子同，涇州（治所在今甘肃省涇川縣）人，唐代書法家、官员。

## 生平
少孤，與外祖母以及房琯隱居陸渾山（今河南省嵩縣西北）。好讀書，博通今古，能寫書法，工於草隸，能一筆環寫百字，若縈發然，時人稱為“連綿書”。開元十年（722年），召入翰林院，兼集賢院校理，侍太子及諸王為文章。敢言直谏，经常评议朝政，獻《美人賦》諷諭時政。升任左拾遗、左补阙。開元六年（718年）他認為李善《文选》注寫得不好，與吕延济、刘良、张铣、李周翰等重新注释，人称“五臣注”。宋人將兩本合刻，稱《文選六臣注》。又通佛學，是金剛智三藏的俗家弟子。累遷中書舍人、工部侍郎。逝世后，追赠華陰太守。